# 三菱商事ライフサイエンス
三菱商事ライフサイエンス株式会社は、日本の調味料やパン資材等の食品化学製品を主に扱う国内トップクラスのメーカーであり、東京都千代田区に本社を置く。なお本項では2012年に三菱商事ライフサイエンス株式会社の名称で設立し、2019年4月1日の合併とともに中間持株会社化した三菱商事ライフサイエンスホールディングス株式会社についても触れる。
2019年（平成31年）4月1日、三菱商事ライフサイエンス株式会社の事業統合の一環として、三菱商事フードテック株式会社を存続会社とし、MCフードスペシャリティーズと興人ライフサイエンス株式会社とを合併して誕生した。

## 沿革

### MCフードスペシャリティーズ
- 2001年（平成13年）12月 - 麒麟麦酒株式会社と武田薬品工業株式会社が食品事業提携で基本合意。
- 2002年（平成14年）4月 - 武田キリン食品株式会社として設立、武田薬品工業株式会社の食品事業を移管のうえで営業開始。
- 2005年（平成17年）4月 - 協和醱酵工業株式会社の食品事業を協和発酵フーズ株式会社として分社化。
- 2007年（平成19年）4月 - 武田キリン食品株式会社を麒麟麦酒株式会社が完全子会社化、キリンフードテック株式会社に商号変更。
- 2009年（平成21年）4月 - 協和発酵フーズ株式会社とキリンフードテック株式会社が合併してキリン協和フーズ株式会社が発足。
- 2010年（平成22年）7月 - メルシャン株式会社の加工用酒類・発酵調味料事業を統合。
- 2013年（平成25年）7月 - 三菱商事株式会社が株式 約 81 % を取得し子会社化。三菱商事株式会社のグループ企業となる。
- 2014年（平成26年）1月 - MCフードスペシャリティーズ株式会社に商号変更。
- 2015年（平成27年）1月 - 三菱商事株式会社がキリンホールディングス株式会社保有分の株式を取得し完全子会社化。

### 三菱商事フードテック
- 1954年（昭和29年）6月 - 東和化成工業株式会社を設立し、ソルビトールの製造販売を開始。
- 1977年（昭和52年）4月 - 中央化成株式会社播州工場にて、海藻抽出物カラギーナンの製造を開始。
- 1991年（平成3年）3月 - 株式会社ヨシオカが食品加工機械の設計、製作、販売を目的に株式会社ヨシオカ・エンジニアリングを設立。
- 1992年（平成4年） - 株式会社ヨシオカが機械製造から添加物製造に業種転換。
- 1993年（平成5年） - 株式会社ヨシオカが株式会社ヨシオカ・フードミックスに商号変更。
- 1999年（平成11年）3月 - 株式会社ヨシオカ・フードミックスが株式会社ヨシオカ・フードテックに商号変更。
- 2000年（平成12年）4月 - 中央化成株式会社の機能食材事業部と播州ケミカル株式会社の同事業部を分離合体し、中央フーズマテリアル株式会社を設立、食材関連原料の製造販売を開始。
- 2003年（平成15年）8月 - 株式会社ヨシオカ・フードテックがMCフードテック株式会社に商号変更。
- 2007年（平成19年）8月 - 東和化成工業株式会社、MCフードテック株式会社、中央フーズマテリアル株式会社が合併し、三菱商事フードテック株式会社に商号変更[1]。

### 興人ライフサイエンス
- 1953年（昭和28年）4月 - 興國人絹パルプ株式会社の溶解用パルプ工場として佐伯工場操業開始。
- 1969年（昭和44年）1月 - 株式会社興人に商号変更。
- 2012年（平成24年）11月 - 株式会社興人の発酵事業を会社分割により分離し、興人ライフサイエンス株式会社を設立。

### 三菱商事ライフサイエンス
- 2019年（平成31年）4月1日 - 三菱商事ライフサイエンス株式会社傘下の、MCフードスペシャリティーズ株式会社、三菱商事フードテック株式会社、及び興人ライフサイエンス株式会社の3社を事業統合し、新たに三菱商事ライフサイエンス株式会社としてスタート[1]。同日付で元の三菱商事ライフサイエンス株式会社は、三菱商事ライフサイエンスホールディングス株式会社に商号変更。
- 2020年（令和2年）4月1日 - 三菱商事株式会社より株式譲渡を受け、化粧品原料の開発・製造・販売を行うビタミンC60バイオリサーチ株式会社を子会社とし、当社として化粧品事業を開始[2]。
- 2021年（令和3年）4月1日 - 大日本明治製糖株式会社の食品事業の一部を譲り受け、調味料関連原料のラインナップを拡大[3]。

## 沿革

### 三菱商事ライフサイエンスホールディングス
- 2012年（平成24年）11月1日 - 三菱商事ライフサイエンス株式会社として設立。三菱商事フードテック株式会社、興人ライフサイエンス株式会社を子会社化。

- 2015年（平成27年）4月1日 - MCフードスペシャリティーズ株式会社を子会社化。

- 2019年（平成31年）4月1日 - 三菱商事ライフサイエンスホールディングス株式会社に商号変更。